# Jo Bolling
Jo Bolling (* 19. Oktober 1941 in Bonn, Nordrhein-Westfalen) ist ein deutscher Schauspieler.

## Leben
Jo Bolling besuchte von 1963 bis 1966 die Schauspielschule Studio Wickert in Köln. Neben zahlreichen Bühnen- und Fernsehauftritten war die des McMurphy in Einer flog über das Kuckucksnest eine seiner wichtigsten Theaterrollen. Ab 1972 wirkte er als Schauspieler auch in mehreren Filmen und Fernsehserien mit.
Von Februar 1990 (Folge 220) bis zur Einstellung der Serie im März 2020 (Folge 1758) spielte Bolling in der wöchentlich laufenden Lindenstraße die Rolle des Taxifahrers Andy Zenker.
Bolling lebt in Dietzenbach.

## Filmografie
- 1972: Gladiatoren
- 1974: Motiv Liebe (Fernsehserie, 1 Folge)
- 1974: Fluchtgedanken
- 1975: Lokalseite unten links (Fernsehserie, 1 Folge)
- 1975: Auf Biegen oder Brechen
- 1976: Ketten (Fernsehfilm)
- 1976: Himmel und Erde
- 1978: Die Straße (Fernsehserie, 1 Folge)
- 1979–1980: Der Millionenbauer (Fernsehserie, 7 Folgen)
- 1981: Engel aus Eisen (Fernsehfilm)
- 1983: Der Tunnel (Fernsehfilm)
- 1983: Im Zeichen des Kreuzes (Fernsehfilm)
- 1983: Kommissariat 9 (Fernsehserie, Folge: Drei Rollstühle für einen Rolls-Royce)
- 1984: Rummelplatzgeschichten (Fernsehserie, 1 Folge)
- 1985: André schafft sie alle (Fernsehfilm)
- 1985: Es muss nicht immer Mord sein
- 1986: Detektivbüro Roth (Fernsehserie, 1 Folge)
- 1989: Die Senkrechtstarter
- 1989: Peter Strohm (Fernsehserie, Folge: Reihe 7, Grab 4)
- 1990: Hals über Kopf (Fernsehserie, Folge: Der Geist in der Flasche)
- 1990–2020: Lindenstraße (Fernsehserie, 735 Folgen)
- 1995: Entführung aus der Lindenstraße (Fernsehfilm)